# Західна область (Уганда)
Західна область (Західний регіон, англ. Western Region) — адміністративна область (регіон) Уганди. Площа — 49 599 км². Чисельність населення — 6 417 449 осіб (2002). Адміністративний центр — місто Мбарара. На території області частково розташовується озеро Едуард.

## Адміністративний поділ
Станом на липень 2010 року входило 26 округів (зі 111 у країні).
1. 10 Буліса
2. 11 Бундибуґйо
3. 12 Бушен'ї
4. 18 Хоїма
5. 19 Ібанда
6. 23 Кабале
7. 24 Кабароле
8. 26 Ісинґіро
9. 31 Камвенге
10. 32 Канунґу
11. 34 Касесе
12. 37 Кібале
13. 40 Кірухура
14. 41 Кісоро
15. 46 К'єнжожо
16. 52 Масинді
17. 55 Мбарара
18. 66 Нтунґамо
19. 71 Рукунгірі
20. 81 Бувею
21. 92 Кіряндонґо
22. 96 Кьєгегва
23. 102 Мітоома
24. 106 Нтороко
25. 109 Рубірізі
26. 111 Шеєма